# Bernd Clement
Bernd Clement (* 15. Juni 1948 in Letmathe, jetzt  Iserlohn) ist ein deutscher Pharmazeut, Chemiker und Hochschullehrer. Bekannt wurde er durch seine Forschung im Bereich der Biotransformation in Verbindung mit der Entwicklung von Prodrugs, seinen langjährigen Vorsitz der Konferenz der Fachbereiche Pharmazie und sein Engagement in vielen weiteren deutschen und internationalen Gremien. Höhepunkt seiner Forschung war die Entdeckung eines fremdstoffmetabolisierenden Enzyms im Jahr 2006, welches er mARC nannte.

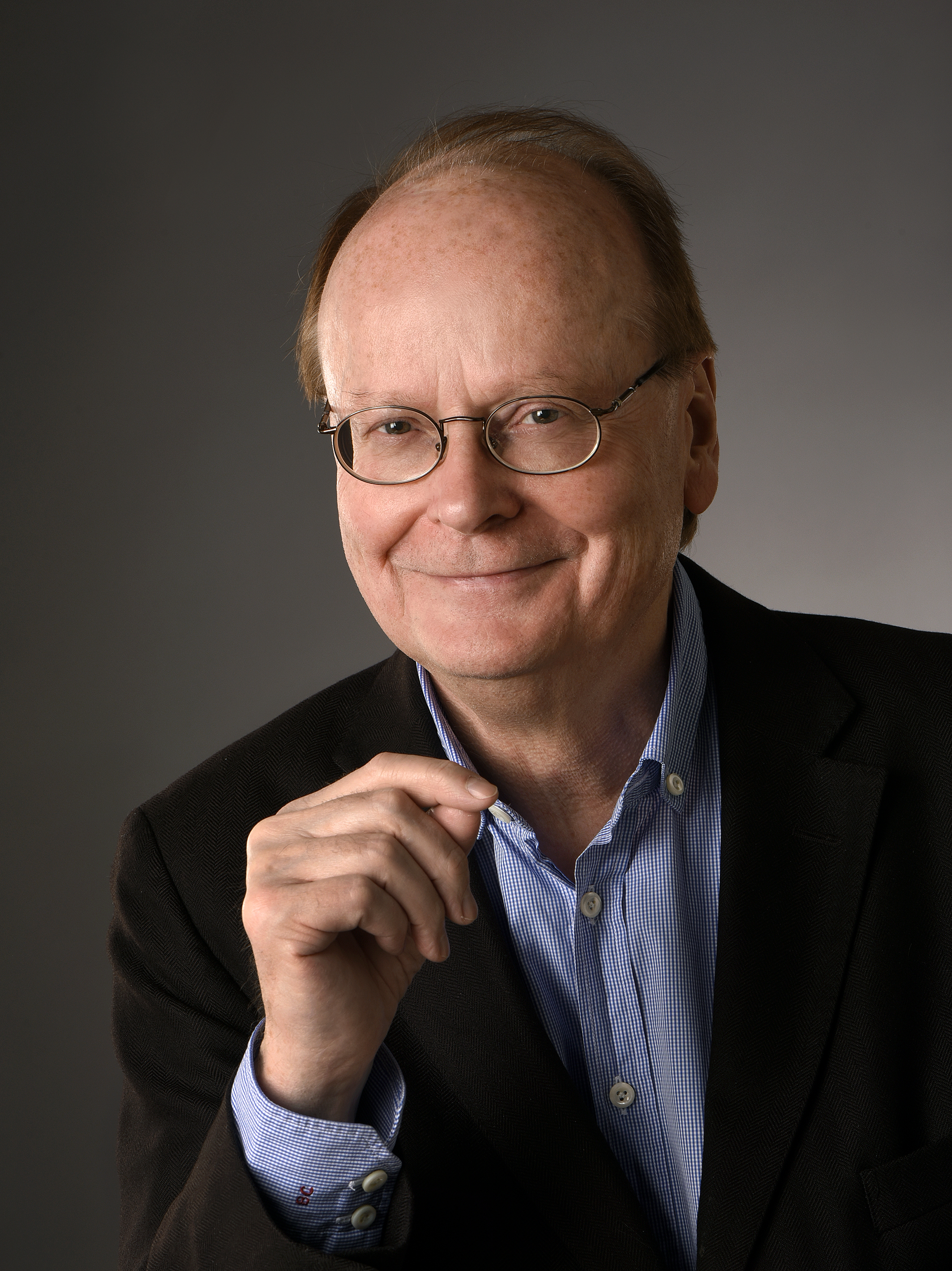
Bernd Clement, 2019

## Werdegang
1973 schloss Clement sein Studium der Pharmazie an der Philipps-Universität Marburg ab. 1975 erwarb er dort zudem ein Diplom in Chemie. Von 1975 bis 1978 promovierte er in Marburg unter Horst Böhme. Mit einem Stipendium der Deutschen Forschungsgemeinschaft war er von 1978 bis 1979 Postdoc am Chelsea College der University of London. Von 1979 an war er an der Albert-Ludwigs-Universität in Freiburg tätig, wo er 1985 seine Habilitation in Pharmazeutischer und Medizinischer Chemie abschloss. 1986 kehrte er nach Marburg zurück, wo er eine Professur in Pharmazeutischer und Medizinischer Chemie antrat. 1990 folgte er einem Ruf auf eine C4-Professur in demselben Fach an die Christian-Albrechts-Universität zu Kiel, die seitdem seine Wirkungsstätte ist. Später erhielt er Rufe auf Professuren in Tübingen Münster und Innsbruck, die er alle ablehnte.

## Ehrenämter
Clement war und ist als Gutachter für diverse wissenschaftliche Fachzeitschriften tätig. Seit 2003 ist er European Editor für die Zeitschrift Drug Metabolism Reviews.
Er bekleidete unterschiedliche Positionen an der Christian-Albrechts-Universität zu Kiel, so war er von 1999 bis 2002 Prodekan der Mathematisch-Naturwissenschaftlichen Fakultät und von 2004 bis 2016 geschäftsführender Direktor des Pharmazeutischen Instituts.
Weiterhin engagiert Clement sich überregional in Fachverbänden. Unter anderem war er von 1996 bis 2008 Vorsitzender der Fachgruppe Pharmazeutische / Medizinische Chemie in der Deutschen Pharmazeutischen Gesellschaft (DPhG), von 2007 bis heute ist er Vorsitzender der bundesweiten Konferenz der Fachbereiche Pharmazie. Von 2014 bis 2019 war er zudem Sprecher des Mathematisch-Naturwissenschaftlichen Fakultätentages. Als Vertreter der Naturwissenschaften war er Mitglied im Vorstand des Allgemeinen Fakultätentages (AFT).
Clement war von 1997 bis 1998 Mitglied einer Kommission des Bundesministeriums für Gesundheit für die Reformierung der Approbationsordnung für Apotheker. Auch danach engagierte er sich umfangreich im Bereich der Apothekerausbildung. Er ist Mitglied des Beirats am Institut für Medizinische und Pharmazeutische Prüfungsfragen in Mainz.
International war er unter anderem Mitglied des „Councils“ sowohl der ISSX (International Society for the Study of Xenobiotics) als auch der EFMC (European Federation for Medicinal Chemistry). Für letztere organisierte er als „Chair“ das Internationale Symposium on Medicinal Chemistry (EFMC-ISMC) in Berlin.

## Forschung
Clement ist Autor von über 150 Publikationen in wissenschaftlichen Fachzeitschriften und ist Doktorvater von über 90 Doktorandinnen und Doktoranden. Wichtiger Aspekt seiner Forschung sind Biotransformationsreaktionen, wobei die Entdeckung des mARC-Enzymsystems durch seine Arbeitsgruppe besonders hervorzuheben ist, das auch als Grundlage für die Entwicklung zahlreicher Prodrugs diente. Außerdem entwickelt Clement neue potenzielle Arzneimittel zur Therapie von Krebserkrankungen.

## Auszeichnungen
Für seine Forschung wurde Clement über die Jahre mit vielen Preisen und Ehrungen ausgezeichnet. 1998 und 2007 wurde ihm der Phoenix-Wissenschaftspreis verliehen sowie 2003 der Tierschutzpreis des Landes Schleswig-Holstein. Für sein Lebenswerk erhielt er 2016 die Carl-Mannich-Medaille, die höchste Auszeichnung der Deutschen Pharmazeutischen Gesellschaft. 2021 wurde er zudem lebenslanges Ehrenmitglied der European Federation for Medicinal Chemistry.